# (36282) 2000 CT98
2000 سي تي 98 (ويعرف أيضًا باسم (36282) 2000 سي تي 98 وفق تسمية الكوكب الصغير) (بالإنجليزية: 2000 CT98)‏ هو كويكب ضمن حزام الكويكبات؛ وترتيبه 36282 من حيث الاكتشاف.
اكتُشف هذا الجُرم الفلكي بواسطة سبيس واتش في 8 فبراير 2000.

## وصلات خارجية
- (36282) 2000 CT98 في قاعدة بيانات مختبر الدفع النفاث لأجرام النظام الشمسي الصغيرة

- الاكتشاف · مخطط المدار ·  العناصر المدارية · المعلمات المادية

- (36282) 2000 CT98 على موقع ويكي سكاي: DSS2, SDSS, GALEX, IRAS, Hydrogen α, X-Ray, Astrophoto, Sky Map, Articles and images